# Ґудвіл
Ґудвіл — нематеріальний актив, вартість якого визначається як різниця між ринковою ціною та балансовою вартістю активів підприємства як цілісного майнового комплексу, що виникає в результаті використання найкращих управлінських якостей, домінуючої позиції на ринку товарів, послуг, нових технологій тощо. Вартість ґудвілу не підлягає амортизації і не враховується під час визначення витрат платника податку, щодо активів якого виник такий ґудвіл.
Ґудвіл — перевищення вартості придбання над часткою покупця у справедливій вартості придбаних ідентифікованих активів, зобов'язань і непередбачених зобов'язань на дату придбання.
Гудвіл, іншими словами, це вартість ділової репутації, тобто економічне відображення ділової репутації підприємства, вартість ділових зв’язків, престиж суб’єкта господарювання. В дослівному перекладі з англійської дане поняття означає «добра воля».
Ґудвіл виникає при придбанні, злитті підприємств, а також розкритті інформації про об'єднання підприємств. Залежно від величини закупівельної ціни й оціночної вартості об'єкта розрізняють гудвіл і негативний гудвіл. Якщо вартість придбання об'єкта вища справедливої (оціночної) вартості, утворюється гудвіл. Від'ємну різницю між закупівельною ціною та оціночною вартістю майна, придбаного підприємством, називають негативним гудвілом.

## Історія виникнення
Вперше використано було дане поняття у рішенні англійського суду в 1620 р. у справі «Брод проти Джоліфа». Предметом даного спору була саме ділова репутація: Крамар Брод позивався до Джоліфа у зв’язку з тим, що Джоліф змінив місце провадження господарської діяльності всупереч умовам угоди й через це Крамар втратив більшість покупців у своїй крамниці. Основним предметом розгляду стала ділова репутація (гудвіл) проданої справи, яка була втрачена, оскільки прихильність користувачів змінилися відповідно до місцезнаходження крамниці. Отже продавець ніби забрав місцезнаходження крамниці із собою. У даній справі судом було визнано, що місцезнаходження безпосередньо впливає на гудвіл.

## Аудит операцій при виникненні ґудвілу
Перевірка порядку об'єднання підприємств проводиться згідно з дією П(С)БО 19 «Об'єднання підприємств», затвердженого Наказом Міністерства Фінансів України від 7 липня 1999 року № 163. Під час перевірки порядку придбання підприємства, злиття або об'єднання підприємств установлюють загальний характер їх діяльності:
- напрям діяльності придбаного підприємства;
- рентабельність підприємства;
- прогнозовані результати діяльності об'єкта;
- корисність використання об'єкта;
- можливість перевищення суми придбання над справедливою вартістю об'єкта.

Потім потрібно розглянути законність і можливу ефективність господарських операцій за кожною угодою окремо:
- при придбанні підприємств;
- при злитті підприємств;
- при об'єднанні підприємств.

### Придбання підприємств
Придбання — це об'єднання підприємств, у результаті якого покупець отримує контроль над чистими активами та діяльністю інших підприємств в обмін на передачу активів, взяття на себе зобов'язань або випуск акцій.
За цих умов завдання перевірки порядку придбання та ефективності роботи загального підприємства такі:
- порядок придбання об'єкта покупцем;
- порядок ліквідації об'єктів, що придбані покупцем;
- порядок відображення в обліку гудвілу або негативного гудвілу;
- чи відображають придбані акції (частку в капіталі) у складі фінансових інвестицій;
- чи відображаються в обліку придбані об'єкти у сумі сплачених грошових коштів або їх еквівалентів;
- чи оцінені інші активи та узяті зобов'язання за справедливою вартістю на дату придбання;
- чи оцінені за їх справедливою вартістю придбані покупцем ідентифіковані активи та зобов'язання;
- чи оцінені за їх справедливою вартістю придбані ідентифіковані активи та зобов'язання, якщо вони придбані поетапно;
- чи зменшується щомісячно рівномірним нарахуванням амортизація протягом терміну його корисного використання, але не більше 20-ти років, первісна (балансова) вартість гудвілу;

Під час перевірки дуже важливо звернути увагу на те, що на термін корисного використання гудвілу впливає:
1. прогнозований строк діяльності підприємства;
2. нормативно-правові акти або контракти, що впливають на строк корисного використання;
3. зміни попиту на продукцію (роботи, послуги) підприємства тощо.

Потрібно також знати, що гудвіл наприкінець року може не відповідати ознакам активу, тоді він списується за залишковою вартістю на витрати. А якщо діяльність придбаного підприємства може в майбутньому бути збитковою, то вартість негативного гудвіла стає доходом. При цьому дохід розподіляється рівномірно протягом періоду утворення таких збитків. Якщо збитків на підприємстві не очікується, то вартість негативного гудвіла також стає доходом у розмірах сум, які не перевищують справедливої вартості придбаних нематеріальних активів. Ці суми розподіляються рівномірно протягом терміну корисного використання (амортизації) придбаних необоротних активів або у розмірах сум, що перевищують справедливу вартість придбаних нематеріальних активів у період придбання.
Визначаються також завдання перевірки, якщо виявлено злиття підприємств.

### Злиття підприємств
Злиття — це об'єднання підприємств (шляхом створення нової юридичної особи або приєднання підприємств до головного підприємства), у результаті якого власники (акціонери) підприємств, що об'єдналися, здійснюватимуть контроль над усіма чистими активами об'єднаних підприємств з метою досягнення подальшого спільного розподілу ризиків та вигод від об'єднання. При цьому жодна зі сторін не може бути визначена як покупець.
Під час проведення аудиту злиття підприємств перевіряють:
- чи віднесені витрати, пов'язані зі злиттям підприємств (реєстраційні, інформаційні, консультаційні тощо), до витрат того періоду, протягом якого вони були здійснені;
- чи включені показники фінансової звітності підприємств, що об'єднуються, до фінансової звітності за період, у якому відбувається злиття і за попередній період;
- чи відображаються активи за їх балансовою вартістю з урахуванням змін облікової політики об'єднаного підприємства;
- чи включається при складанні фінансової звітності об'єднаного підприємства внутрішня заборгованість та результати операцій.

### Об'єднання підприємств
Далі перевіряють порядок об'єднання підприємств. Об'єднання підприємств — це з'єднання окремих підприємств у результаті приєднання одного підприємства до іншого або внаслідок одержання контролю одним підприємством над чистими активами та діяльністю іншого підприємства.